# Pselaphia haladai
Pselaphia haladai är en tvåvingeart som beskrevs av Kubik 2006. Pselaphia haladai ingår i släktet Pselaphia och familjen fritflugor.
Artens utbredningsområde är Zambia. Inga underarter finns listade i Catalogue of Life.